# RBS-15
RBS-15 (Robotsystem 15) je podzvuková protilodní střela dlouhého dosahu typu vystřel a zapomeň, použitelná za každého počasí ve dne, i v noci. V současnosti je vyráběna ve spolupráci švédské společnosti Saab Bofors Dynamics a německé Diehl BGT Defence. Střela byla vyvinuta především pro obranu členitého švédského pobřeží. Střela existuje ve variantách vypouštěných z válečných lodí, letadel či nákladních automobilů Sisu. Střela RBS-15 startuje s pomocí raketových motorů a za letu ji pohání proudový motor. Operuje v extrémně nízkých výškách.

## Varianty
- RBS-15 Mk. I – Dosah okolo 70 km.

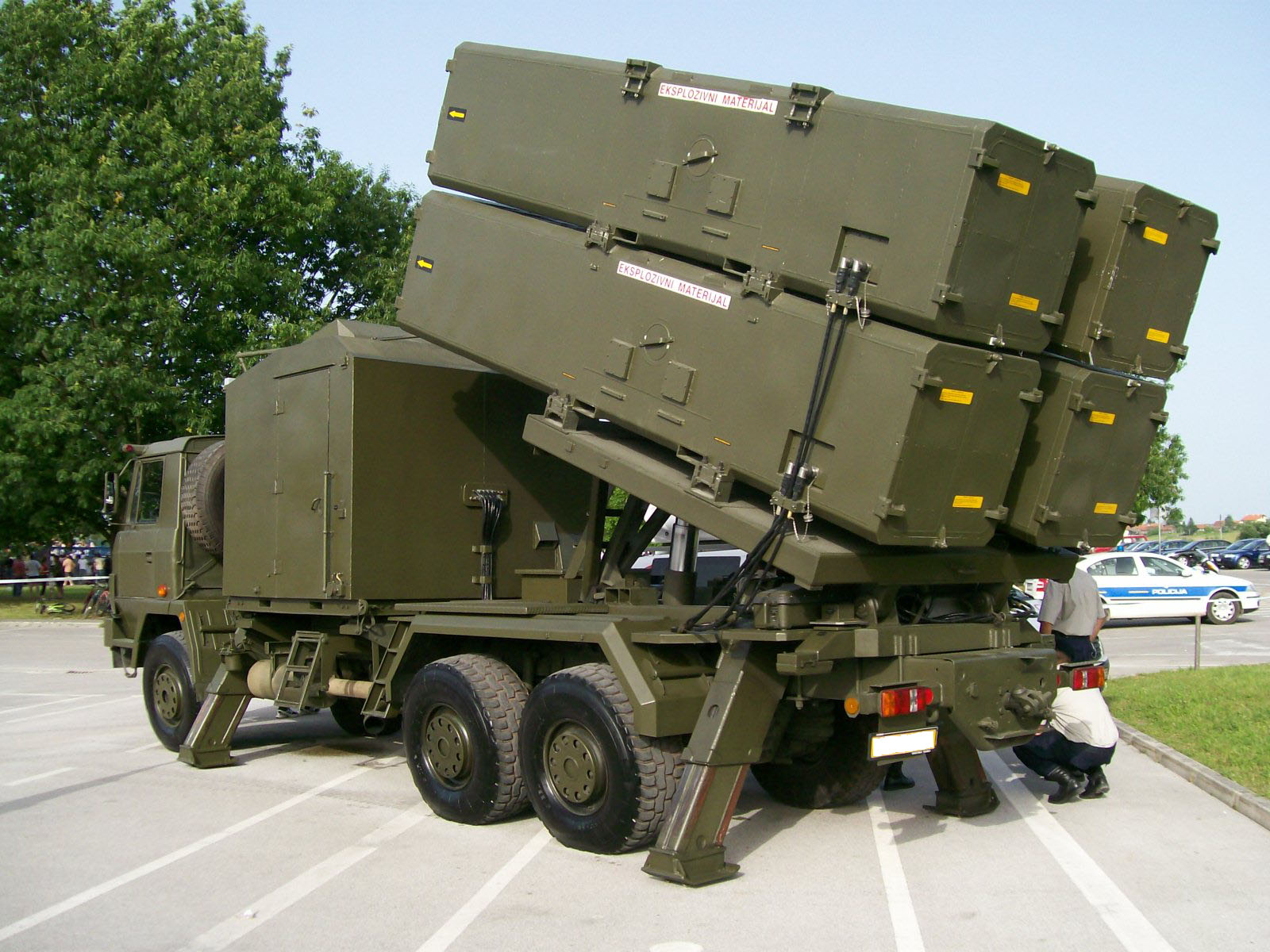
Chorvatský systém MOL tvoří čtyřnásobný komplet RBS-15 na podvozku typu Tatra

- RBS-15 Mk. II – Maximální dosah okolo 150 km.
- RBS-15 Mk. III – Maximální dosah 200–250 km. Nová schopnost napadat pozemní cíle. Ve výzbroji Německa a Polska.
- RBS-15 Mk. IV – Nejnovější verze. Ve vývoji.